# Ljubiša Spajić
Ljubomir „Ljubiša“ Spajić (serbisch-kyrillisch Љуба Спајић, türkisch Ljubisa Spajiç, * 7. März 1926 in Belgrad; † 28. März 2004 ebenda) war ein jugoslawischer Fußballspieler und -trainer. Als Spieler wie auch als Trainer zählt er zu den wichtigen Persönlichkeiten von Roter Stern Belgrad im Speziellen und für den jugoslawischen Fußball im Allgemeinen. So wurde er mit Roter Stern als Spieler fünfmal nationaler Meister und zweimal jugoslawischer Pokalsieger. Zudem gehörte er zum Kader jener Mannschaft, die in der Saison 1959/60 zum ersten Mal in der Vereinsgeschichte den jugoslawischen Double-Sieg errang. Er arbeitete einen Teil seiner Trainerkarriere in der Türkei und führte Beşiktaş Istanbul zweimal in Folge zur Türkischen Meisterschaft. Damit ist er nach Gündüz Kılıç der zweite Trainer, der diesen Titel zweimal in Folge errang.

## Spielerkarriere

### Verein
Die Anfänge von Spajić' Fußballkarriere sind unbekannt, da diese Zeit in die Zeit des Zweiten Weltkriegs fiel.
Mit dem Ende des Weltkrieges musste sich der jugoslawische Fußball erst neu formieren. Nachdem 1946 die 1. jugoslawische Fußballliga wieder ihren regulären Spielbetrieb mit Vereinen aufnehmen sollte, wurde Spajić vom erst 1945 neu gegründeten Verein FK Roter Stern Belgrad verpflichtet. Hier gelang es Spajić nicht, sich als Stammspieler zu etablieren. Mit seiner Mannschaft beendete er die erste Saison als Tabellendritter.
Nach drei Spielzeiten für Roter Stern spielte Spajić erst zwei Jahre für FK Budućnost Podgorica und vier BSK Beograd.
1951 kehrte er zu seinem alten Verein Roter Stern zurück und etablierte sich dieses Mal erst als Stammspieler und wenig später als Leistungsträger. Bereits in seiner ersten Saison nach seiner Rückkehr, der Saison 1952/53, wurde er mit Roter Stern jugoslawischer Meister und holte diesen Titel zum ersten Mal. Nachdem die zwei nachfolgenden Spielzeiten in der Liga ohne Titelgewinn geblieben waren, holte er mit seinem Verein in den Spielzeiten 1955/56 und 1956/57 zweimal in Folge die jugoslawische Meisterschaft. Damit gelang sowohl Roter Stern als auch einem jugoslawischen Verein überhaupt die erste Titelverteidigung in der Meisterschaft. Im Europapokal der Landesmeister der Saison 1956/57 schaffte es Spajić' mit seiner Mannschaft bis ins Halbfinale und schied hier knapp gegen den AC Florenz aus. Die Saison 1957/58 verfehlte Spajić' Team zwar die Titelverteidigung in der Meisterschaft, allerdings konnte in dieser Spielzeit der Jugoslawische Pokal geholt und nach sieben Jahren wieder zum ersten Mal diese Trophäe gewonnen werden. In der Saison 1958/59 holte Spajić' mit seiner Mannschaft sowohl die Meisterschaft als auch den Pokal und erreichte damit den ersten jugoslawische Double-Sieg der Vereinsgeschichte. Nachdem Roter Stern in der Saison 1959/60 seinen Titel in der Meisterschaft verteidigen konnte, beendete Spajić im Sommer 1960 seine Karriere.

### Nationalmannschaft
Spajić gab am 7. September 1950 im Testspiel gegen die Finnische Nationalmannschaft sein Länderspieldebüt für die jugoslawische A-Nationalmannschaft. Ab 1951 begann er auch für die jugoslawische B-Nationalmannschaft aufzulaufen.
1954 nahm er mit Jugoslawien an der Fußball-Weltmeisterschaft 1954 teil und befand sich mit ihr in einer Gruppe mit Brasilien. Seine Mannschaft beendete vor den Südamerikanern die Gruppe als Erster und schaffte es damit ins Viertelfinale. Hier unterlag Jugoslawien 0:2 dem späteren Turniersieger Deutschland.
1956 qualifizierte sich Spajić mit Jugoslawien erneut für die Olympischen Sommerspiele. Bereits in der ersten Begegnung, im Viertelfinale gegen USA, gewann Spajić' Team mit 9:1 und erreichte so eines der höchsten Siege der Verbandsgeschichte. Bei dieser Olympiateilnahme wurde das Turnierfinale erreicht. Im Finale traf die Mannschaft auf die UdSSR. Nachdem Spajić' Team lange Zeit das 0:0 halten konnte, verlor sie mit Gegentor in der 48. Minuten mit 0:1 und wurde Silbermedaillengewinner. Spajić absolvierte alle Turnierbegegnungen seiner Mannschaft und trug in diesen Begegnungen auch die Kapitänsbinde.
Nach der WM 1954 spielte Stanković noch drei Jahre für die jugoslawische Auswahl und absolvierte am 10. November 1957 gegen die Griechische Auswahl sein letztes Länderspiel.
Er absolviert 15 A- und acht B-Länderspiel. Bei vier A-Länderspielpartien trug er die Kapitänsbinde.

## Trainerkarriere
Spajić besuchte nach dem Ende seiner Spielerkarriere eine Sportschule und schloss diese mit einem Trainerdiplom ab. Anschließend startete er seine Trainerkarriere 1961, indem er den Verein Aris Thessaloniki als Cheftrainer betreute.
Ab März 1962 suchte der türkische Verein Beşiktaş Istanbul einen Nachfolger für seinen entlassenen Trainer András Kuttik. Nach kurzer Trainersuche verkündete der Verein nach einer kurzen Jugoslawien-Reise der Mannschaft den neuen Trainer Spajić mit in die Türkei zu bringen. Nachdem die Einigung mit Spajić' Verein FK Roter Stern Belgrad länger als erwartet dauerte, kehrte die Mannschaft zwar ohne Spajić nach Istanbul zurück, jedoch schickte man nach Belgrad das Flugticket für Spajić und verkündete, dass dieser am 23. März 1962 in Istanbul ankommen werde. Aufgrund fehlender Dokumente verzögerte sich Spajić Anreise bis Anfang April 1962. So trat dieser sein Dienst erst am 3. April 1962 an und leitete an diesem Tag das erste Mal das Mannschaftstraining. Sein Verein, den er von seinem Vorgänger Kuttik auf einem 6. Tabellenplatz übernommen hatte, führte er wieder in den oberen Tabellenbereich. Ende Mai 1962 verkündete Spajić, dass er sich für die kommende Saison mit einem griechischen Verein einig sei und nach Ende seines Dreimonatsvertrages mit Beşiktaş wieder die Türkei verlassen werde. Nach Saisonende, die Spajić mit seiner Mannschaft auf dem 3. Tabellenplatz beendet hatte, konnte er von der Vereinsführung zur Weiterführung seiner Tätigkeit umgestimmt werden. Im Oktober 1962 trat er zwar von seinem Amt als Cheftrainer von Beşiktaş zurück, jedoch konnte er von der Vereinsführung zur Fortsetzung einer Tätigkeit überzeugt werde.
Im Oktober 1962 wurde er als möglicher Trainer der türkischen Fußballnationalmannschaft gehandelt. Nachdem auch Coşkun Özarı und Miroslav Kokotović in die engere Wahl für den Nationaltrainerposten gekommen waren, entschied sich der Verband für Spajić. Dieser betreute, parallel zu seiner Tätigkeit bei Beşiktaş, bis zum Jahresende die türkische Auswahl und blieb bei vier Länderspielen in diesem Amt. In seine Nationaltrainerzeit fiel auch mit der 0:6-Auswärtsniederlage gegen die Italienische Nationalmannschaft eine der schwersten Niederlagen der Verbandsgeschichte. Ab Neujahr 1963  betreute Spajić damit wieder ausschließlich Beşiktaş. Mit dem Verein lieferte er sich mit dem Erzrivalen Galatasaray Istanbul ein Kopf-an-Kopf-Rennen um die Türkische Meisterschaft und beendete die Saison 1962/63 mit einem Punkt Unterschied hinter diesem als Vizemeister. Mit dem Saisonende wurde er von der Klubführung entlassen. Beşiktaş ersetzte Spajić durch den österreichischen Trainer Ernst Melchior.
Nach der Entlassung bei Beşiktaş setzte Spajić seine Karriere in Israel fort und trainierte den Verein Schimchon Tel-Aviv. Bereits nach einer Saison mit Melchior entschied sich Beşiktaş für die Saison 1964/65 wieder mit Spajić zu arbeiten und verpflichtete ihn. Nachdem Spajić mit Beşiktaş die Saison 1964/65 erneut als Vizemeister beendet hatte und nur den vorsaisonalen TSYD-Istanbul-Pokal geholt hatte, gewann er mit seinem Verein in den Spielzeiten 1965/66 1966/67 souverän die türkische Meisterschaft. Dadurch verhalf er Beşiktaş zur ersten Titelverteidigung in diesem Wettbewerb. In diesen beiden Spielzeiten holte er mit seiner Mannschaft jeweils einmal den Präsidenten-Pokal, einmal den Präsidenten-Pokal und einmal den Spor-Toto-Pokal. In seiner letzten Saison wurde er wegen diverser Vergehen mehrfach vor das Disziplinarkomitee des türkischen Fußballverbandes gestellt. Nachdem sich die Vorfälle häuften, erhielt Spajić im Sommer 1967 eine 17-monatige Arbeitssperre. Dieser Umstand führte dazu, dass Beşiktaş und Spajić ihre Zusammenarbeit nicht über die Saison 1966/67 hinaus fortsetzten. Wenige Tage nach Spajić' Abschied ersetzte sein Verein ihn durch seinen Landsmann Jane Janevski.
Bereits nach einem Jahr versuchte Beşiktaş Janevski durch Spajić zu ersetzen. Nach kurzen Transfergesprächen wurde Spajić zum dritten Mal verpflichtet. Nachdem sich aber der türkische Fußballverband wegen der noch gültigen Beschäftigungssperre geweigert hatte, Spajić eine Lizenz auszustellen, kam diese dritte Zusammenarbeit in letzter Instanz nicht zustande. Spajić übernahm stattdessen für die anstehende Saison den griechischen Verein Olympiakos Piräus. Anschließend arbeitete er acht bis neun Jahre in Griechenland und betreute die Vereine Iraklis Thessaloniki und Panachaiki.
Ab 1977 arbeitete er bei FK Roter Stern Belgrad als Berater.
Spajić wurde mehrmals bei Beşiktaş als potentieller Cheftrainer gehandelt und stand kurz vor der Vertragsunterschrift. Die erneute Zusammenarbeit scheiterte aber jedes Mal. Erst im Herbst 1980 kam es zu einer erneuten Zusammenarbeit und Spajić wurde als Nachfolger von Metin Türel eingestellt. Unter seiner Leitung verlor Beşiktaş die ersten beiden Spiele. Ende Oktober 1980 verließ Spajić die Türkei mit der Begründung, dass sein Schwiegersohn eine kritische Operation vor sich habe und er ihn unterstützen müsse. Wenige Tage nach dieser unerwarteten Abreise erklärte Spajić, nicht zurückkommen zu wollen, und begründete seinen Entschluss damit, dass er sowohl bei dem aktuellen Kader als auch bei der Vereinsstruktur keine Perspektive für eine erfolgreiche Zeit sehe. Beşiktaş gab Spajić bis zum 4. November 1980 Zeit zurückzukehren. Schließlich ersetzte Beşiktaş Anfang November 1980 Spajić durch dessen Landsmann  Đorđe Milić.
Spajić brachte sich zwar Mitte der 1980er Jahre mehrmals wieder als Cheftrainer von Beşiktaş im Gespräch, jedoch kam es zu keiner weiteren Zusammenarbeit.

## Erfolge

### Als Spieler
Mit FK Roter Stern Belgrad
- Jugoslawischer Meister: 1952/53, 1955/56, 1956/57, 1958/59, 1959/60
- Jugoslawischer Pokalsieger: 1957/58, 1958/59
- Jugoslawischer Pokalfinalist: 1952, 1954

Mit der jugoslawischen Nationalmannschaft
- Silbermedaillengewinner der Olympischen Sommerspiele: 1956
- Teilnehmer der Fußball-Weltmeisterschaft: 1954

### Als Trainer
Mit Beşiktaş Istanbul
- Türkischer Meister: 1965/66 1966/67
- Präsidenten-Pokalspieler: 1966/67
- Spor-Toto-Pokalsieger: 1965/66
- TSYD-Istanbul-Pokalsieger: 1964/65, 1965/66